# Michael Pinto
Michael 'Mica' Gonçalves Pinto (Diekirch, 4 juni 1993) is een Luxemburgs-Portugees voetballer die bij voorkeur als linkervleugelverdediger speelt. Hij verruilde in de zomer van 2023 Sparta Rotterdam voor Vitesse. Hij is sinds 2020 international van het Luxemburgs voetbalelftal. Hij heeft op 26 augustus 2024  Vitesse transfervrij verlaten. 

## Carrière

### Sporting CP
Michael Pinto speelde in de jeugd van het Luxemburgse FMC Young Boys Diekirch, FC Metz en Sporting Lissabon. Bij Sporting speelde hij van 2012 tot 2016 met het tweede elftal in de Segunda Liga. In het seizoen 2014/15 zat hij een wedstrijd op de bank bij het eerste elftal van Sporting Lissabon. Hij speelde 89 wedstrijden voor het beloftenelftal, waarin hij één keer scoorde, maar debuteerde nooit voor het eerste elftal.
Hij werd daarom meerdere malen uitgeleend om elders speeltijd op te doen. In het seizoen 2015/16 werd hij de eerste helft van het seizoen verhuurd aan het Spaanse Recreativo Huelva. Daar speelde hij zestien wedstrijden in een halfjaar tijd. In 2016 vertrok hij naar CF Os Belenenses, waar hij een seizoen in de Primeira Liga speelde, maar slechts sporadisch in actie kwam. In het seizoen 2017/18 werd hij verhuurd aan CF União, waar hij zestien wedstrijden speelde in een halfjaar.

### Fortuna Sittard
In de winter van 2018 vertrok Pinto naar Fortuna Sittard, dat op het tweede niveau uitkwam. Hier debuteerde hij op 19 januari 2018, in de met 3-0 verloren uitwedstrijd tegen FC Dordrecht. Hij kwam in de 46e minuut in het veld voor Clint Essers. Op 2 april scoorde hij tegen Helmond Sport zijn eerste doelpunt voor Fortuna, dat tweede eindigde in de competitie en daardoor promoveerde naar de Eredivisie.
Op 11 augustus maakte hij zijn debuut in die competitie tegen Excelsior Rotterdam. Vanaf januari 2019 werd Pinto de nieuwe aanvoerder van Fortuna Sittard. Hij nam de band over van Mark Diemers. Met hem als aanvoerder eindigde Fortuna als vijftiende en haalde het de kwartfinale van de beker. Hij begon zijn derde seizoen bij Fortuna nog als aanvoerder, maar werd na zeven wedstrijden door trainer Sjors Ultee gepasseerd voor George Cox, waarna Pinto tot de winterstop geen minuut meer speelde. In totaal speelde Pinto vijftig wedstrijden voor Fortuna, waarin hij tot één goal en twee assists kwam.

### Sparta Rotterdam
In de winterstop van 2020 maakte Pinto daarom de overstap naar Sparta. Hij debuteerde op 19 januari tegen AFC Ajax als invaller en stond een week later uitgerekend tegen Fortuna voor het eerst in de basis. Mede door het vroegtijdig stopzetten van de competitie door corona, speelde Pinto slechts drie wedstrijden voor Sparta dat halfjaar. 
Hij begon als basisspeler aan zijn eerste volledige jaar bij Sparta en speelde 25 competitiewedstrijden dat seizoen. Op 3 april 2021 scoorde hij tegen PEC Zwolle (3-2 winst) zijn eerste doelpunt voor Sparta. In april 2022 stond Pinto met Sparta onderaan in de competitie, maar na de komst van Maurice Steijn als nieuwe trainer, draaide Sparta het met dertien punten in de laatste zes wedstrijden nog om om veertiende te eindigen. Het seizoen erop draaide Sparta voort op dat succes en was Pinto een belangrijke speler in het bereiken van de knappe zesde plaats in de Eredivisie. Hij was in april 2023 zelfs twee wedstrijden aanvoerder van Sparta, bij afwezigheid van vaste captain Bart Vriends. In totaal speelde Pinto drieënhalf seizoen voor Sparta Rotterdam, waarin hij tot negentig wedstrijd, vier goals en negen assists kwam.

### Vitesse
Nadat Pinto in juli 2023 zijn contract bij Sparta Rotterdam had laten aflopen om een stap hogerop te vinden, tekende hij in augustus 2023 een contract tot 2025 bij Vitesse. Daar maakte hij op 3 september tegen AZ zijn debuut. Op 18 februari 2024 scoorde hij tegen FC Volendam (1-1) zijn eerste doelpunt voor de club. Vitesse degradeerde dat seizoen uit de Eredivisie en Pinto kwam tot 24 wedstrijden, maar mocht in de zomer op zoek naar een nieuwe club.

## Statistieken

### Beloften
| Seizoen         | Club                | Competitie      | Competitie | Competitie |
| Seizoen         | Club                | Competitie      | Wed.       | Dlp.       |
| --------------- | ------------------- | --------------- | ---------- | ---------- |
| 2012/13         | Sporting Lissabon B | Segunda Liga    | 35         | 1          |
| 2013/14         | Sporting Lissabon B | Segunda Liga    | 12         | 0          |
| 2014/15         | Sporting Lissabon B | Segunda Liga    | 37         | 0          |
| 2015/16         | Sporting Lissabon B | Segunda Liga    | 5          | 0          |
| Beloften totaal | Beloften totaal     | Beloften totaal | 89         | 1          |

### Senioren
| Seizoen                    | Club                | Competitie         | Competitie | Competitie | Beker | Beker | Overig | Overig | Totaal | Totaal |
| Seizoen                    | Club                | Competitie         | Wed.       | Dlp.       | Wed.  | Dlp.  | Wed.   | Dlp.   | Wed.   | Dlp.   |
| -------------------------- | ------------------- | ------------------ | ---------- | ---------- | ----- | ----- | ------ | ------ | ------ | ------ |
| 2015/16                    | → Recreativo Huelva | Segunda División B | 15         | 0          | 1     | 0     | –      | –      | 16     | 0      |
| 2016/17                    | Belenenses          | Primeira Liga      | 6          | 0          | 0     | 0     | 2      | 0      | 8      | 0      |
| 2017/18                    | → CF União          | Segunda Liga       | 12         | 0          | 3     | 0     | 1      | 0      | 16     | 0      |
| 2017/18                    | Fortuna Sittard     | Eerste divisie     | 14         | 1          | 0     | 0     | –      | –      | 14     | 1      |
| 2018/19                    | Fortuna Sittard     | Eredivisie         | 28         | 0          | 1     | 0     | –      | –      | 29     | 0      |
| 2019/20                    | Fortuna Sittard     | Eredivisie         | 7          | 0          | 0     | 0     | –      | –      | 7      | 0      |
| 2019/20                    | Sparta Rotterdam    | Eredivisie         | 3          | 0          | 0     | 0     | –      | –      | 3      | 0      |
| 2020/21                    | Sparta Rotterdam    | Eredivisie         | 25         | 1          | 1     | 0     | –      | –      | 26     | 1      |
| 2021/22                    | Sparta Rotterdam    | Eredivisie         | 24         | 0          | 2     | 0     | –      | –      | 26     | 0      |
| 2022/23                    | Sparta Rotterdam    | Eredivisie         | 33         | 3          | 1     | 0     | –      | –      | 35     | 3      |
| 2023/24                    | Vitesse             | Eredivisie         | 23         | 1          | 3     | 0     | –      | –      | 24     | 1      |
| Seniorentotaal             | Seniorentotaal      | Seniorentotaal     | 190        | 6          | 12    | 0     | 3      | 0      | 205    | 6      |
| Carrièretotaal             | Carrièretotaal      | Carrièretotaal     | 279        | 7          | 12    | 0     | 3      | 0      | 294    | 7      |
| Bijgewerkt op 8 juli 2024. |                     |                    |            |            |       |       |        |        |        |        |

## Interlandcarrière
Pinto speelde interlands voor de nationale Portugese jeugdelftallen onder 18 en onder 20, maar maakte in oktober 2020 zijn debuut in het nationale team van Luxemburg, in een Nations League-duel tegen Montenegro (2-0 winst). Vanaf dat moment was hij de vaste linksback en miste hij bijna geen interlands. Op 1 september 2021 scoorde hij tegen Azerbeidzjan zijn eerste interlanddoelpunt.